# أبجدية إترورية

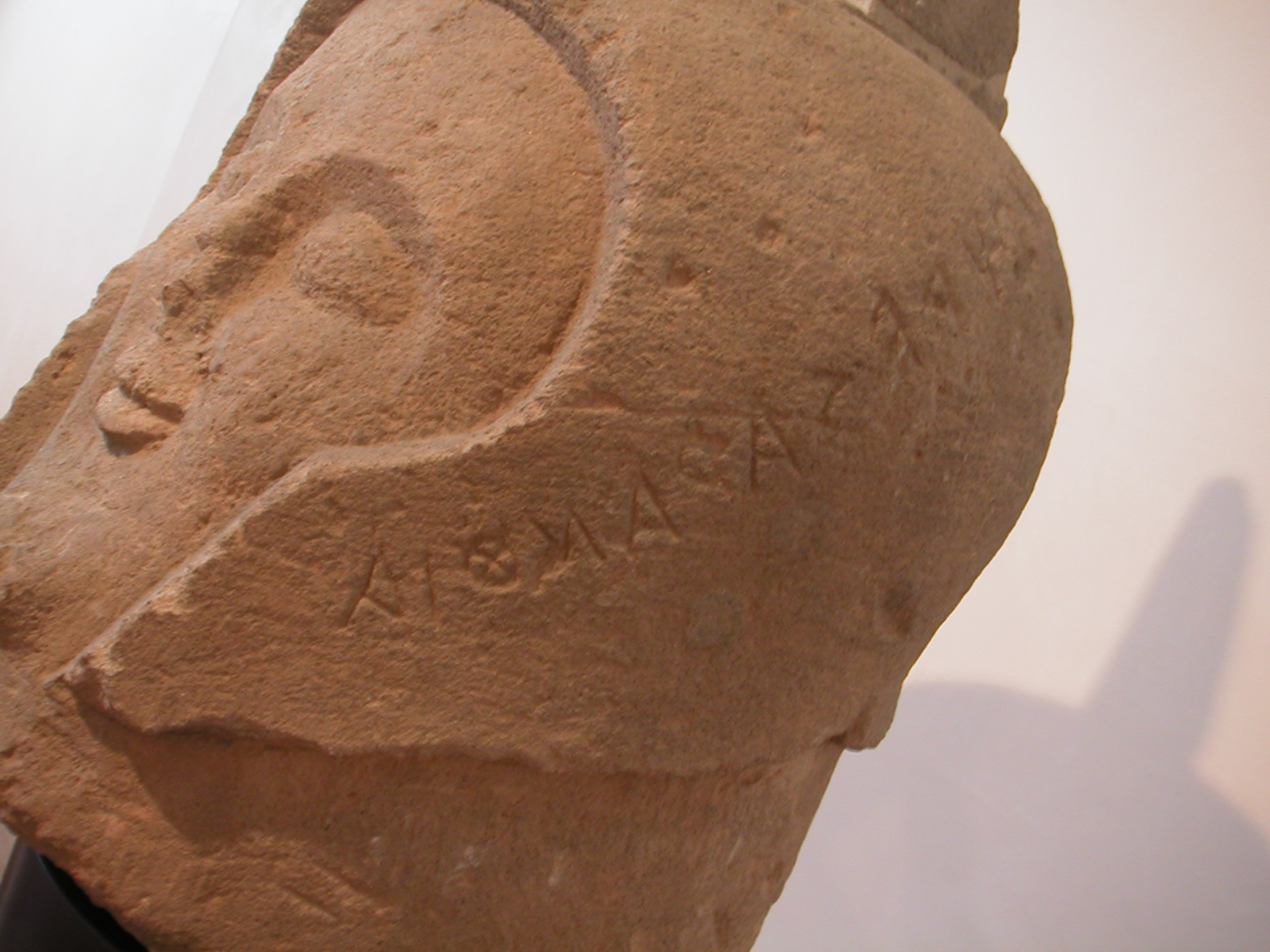
كتابة إترورية على رأس تمثال

تعتبر الأبجدية الإترورية من أقدم الكتابات الأبجدية وتتألف من اثنين وعشرين حرفاً وتتكون من 26 حرفا وهي مشتقة من الحروف اليونانية وقد كان يكتب بها الشعب الإتروري في منطقة إتروريا وتوسكانا في جنوب إيطاليا واستمر الكتابة بها من القرن التاسع قبل الميلاد إلى القرن الثاني قبل الميلاد حيث استبدلت بأبجدية لاتينية.

## نظام الكتابة
تكتب عكس اللاتينية من اليمين إلى اليسار كالعربية وهي تشبه اليونانية إلى حد كبير حتى أن بعض المؤرخين يصنفونها كنوع من الكتابات اليونانية.